# 小匪龙属
小匪龙属（学名：Dahalokely）是一属已灭绝的肉食性阿贝力龙超科兽脚类恐龙，来自晚白垩世（土仑阶）的马达加斯加。

## 发现

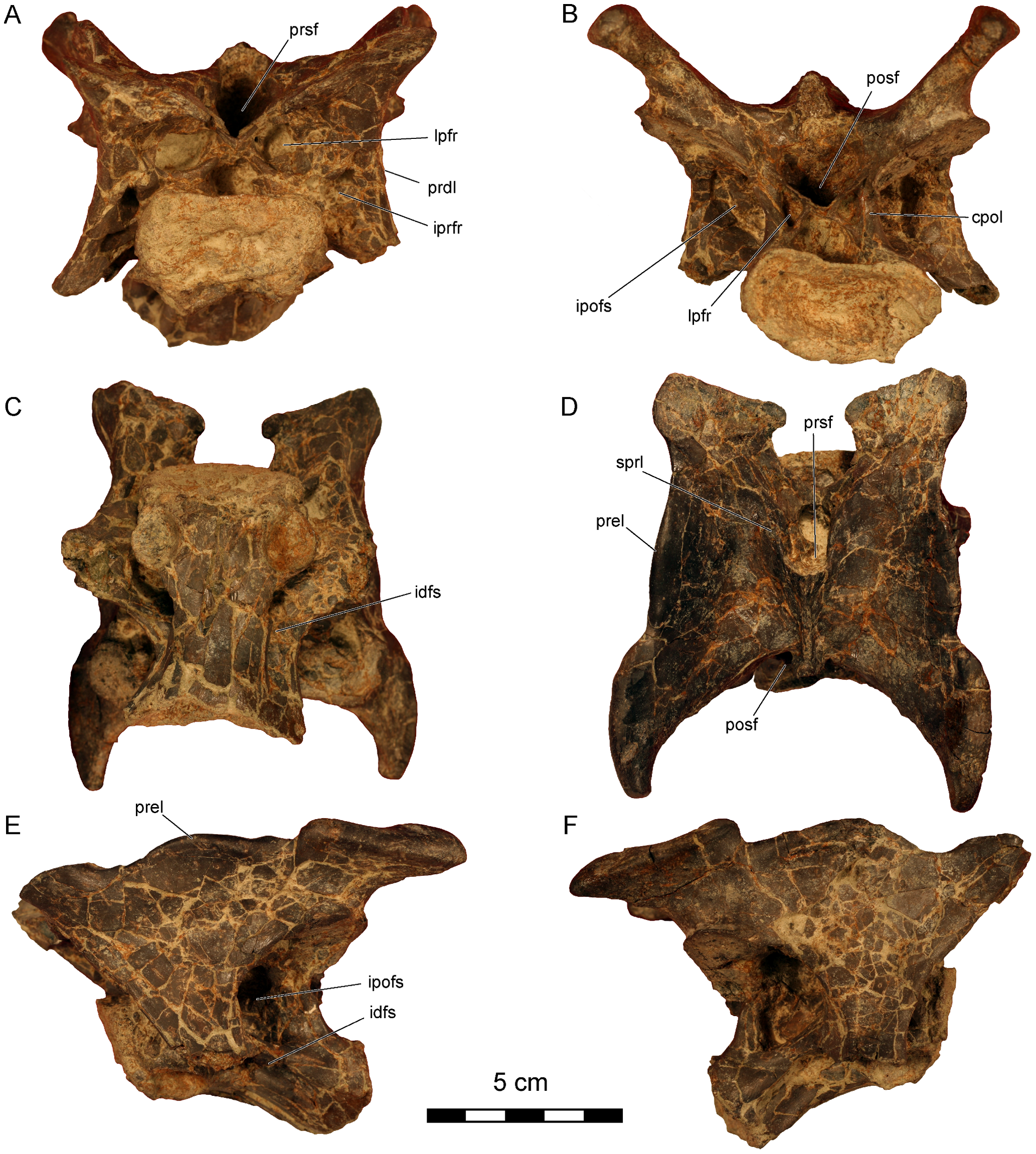
颈椎

2007年安德鲁·法克（Andrew Farke）等人在马达加斯加北部考察时，约瑟夫·塞蒂奇（Joseph Sertich）在安齐拉纳纳附近发现新种兽脚类残骸。2010年，化石被塞蒂奇和利瓦·拉特西姆巴霍利森（Liva Ratsimbaholison）两人彻底挖掘，随后运往美国，在石溪大学进行准备、修复和扫描。模型铸造完成后保存在雷蒙特阿尔夫古生物博物馆，库存编号为RAM16010，而原始化石则运回马达加斯加，并添加到塔那那利佛大学的藏品中。
2013年，模式种孤独小匪龙（Dahalokely tokana）由法克和塞蒂奇命名、叙述。属名在马达加斯加语中意为“小型强盗”，因为其身长比已知阿贝力龙类更短，仅为3.5米（11.5英尺）。种名tokana在该语言中则意为“孤独的”，指晚白垩世马达加斯加次大陆的孤立。在土仑阶，马达加斯加和印度属于同块大陆，但与冈瓦纳古陆的其他部分分离。当马达加斯加与冈瓦纳分离但仍与印度相连而形成印度-马达加斯加岛时，该属是当地已知的唯一恐龙。在ZooBank上，该属的生命科学标识符为8147803A-D4BE-4BA9-9701-D853E 37DE411，物种的标识符则为AFAE32BB-123A-45D4-B931-4FF2A ABAF41C。
模式标本UA 9855发现于一个被非正式命名为安博拉弗兹组的地层（马达加斯加北部迭戈盆地的一个土伦阶时代沉积层）中，约有9300万年历史。它由缺少颅骨的部分骨骼组成，来自一具亚成年个体，保存了脊椎和肋骨，包括第五颈椎、第一、第二、第六、第七、第八、第九背椎、左背肋、两根右侧肋骨的上部、两根肋骨的下端和一些肋骨碎片。这些骨骼的位置是暂定的，因为它们并非在其相应连接处发现，但被认为来自同一个体，因为它们的发现位置间隔不到一米。

## 叙述

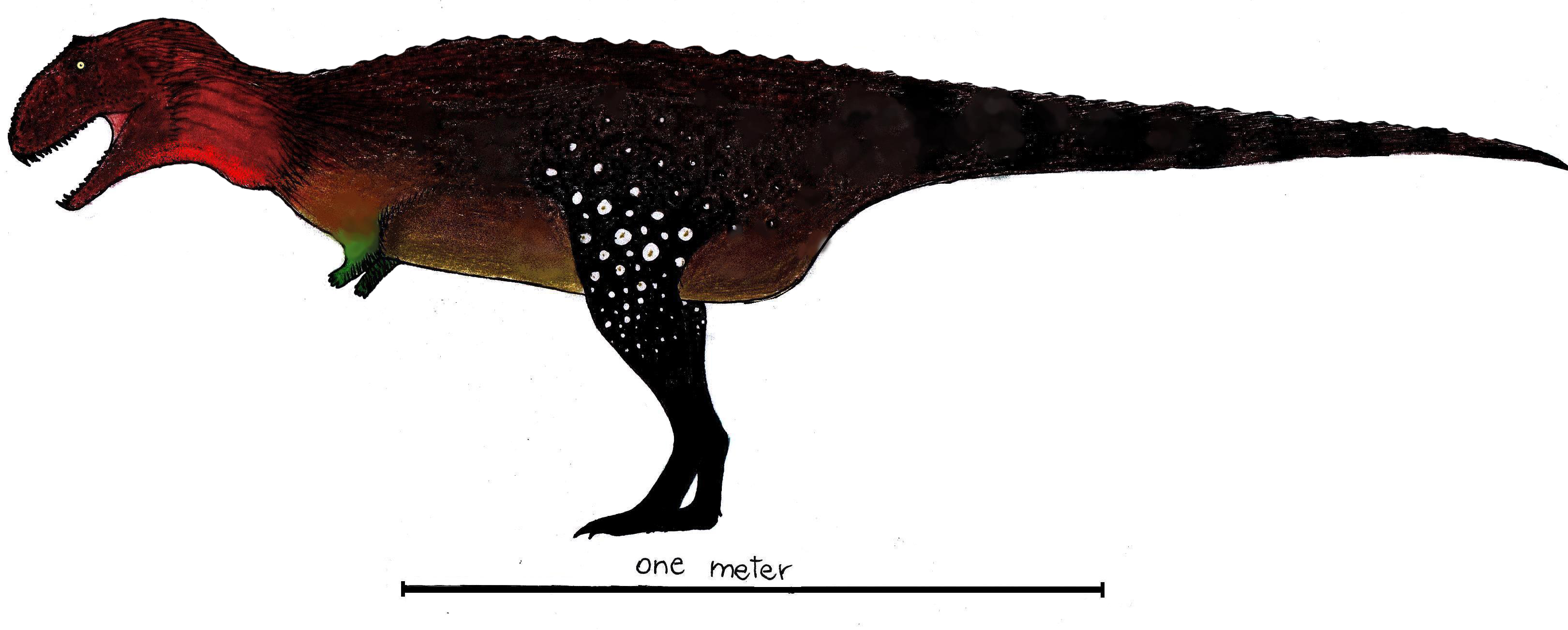
生命复原图

基于其外形更像阿贝力龙科的假设，小匪龙身长最初估计值为3.5米（11.5英尺）。如果它有着西北阿根廷龙科的细长体形，那么其长度应该是4.2—5.6米（13.8—18.4英尺）。2016年，其长度估计为3.8米（12.5英尺）。
叙述作者建立了该属的一些独征：颈椎在前关节突、下突和后突之间有一椎板，其边缘明显凸出，凸出部分长于椎体，与前突和骺间有明显缺口。所述第一、二背椎体、所述前关节及突其与椎体之间的椎板垂直排列、所述前突关节面与所述前椎体面位于同一平面内。在第二背椎上，后关节突的关节面，即后关节突具有强烈的凹陷。至少从第六节背椎开始，前关节突下方的窝或凹陷区域被分成两个较小的凹陷。

## 分类学
2013年，孤独小匪龙被分配至阿贝力龙超科，但在该分类群中的系统发育位置尚不确定。其椎骨和肋骨兼有两个分类群的特征，即西北阿根廷龙科与阿贝力龙科。一项与首次描述一起发表的系统发育分析发现，该属是一种基础的西北阿根廷龙科，但这一结果并未取得广泛支持。遗骸的不完整性和缺乏与其他阿贝力龙类物种已知骨骼化石重叠部分的因素意味着很难确定其在阿贝力龙超科内的准确位置。